# アドルフ・ボリー
アドルフ・エドワード・ボリー（Adolph Edward Borie, 1809年11月25日 - 1880年2月5日）は、アメリカ合衆国の政治家。1869年にユリシーズ・グラント大統領の下で第25代海軍長官を務めた。

## 生涯
1825年、ボリーはペンシルベニア州フィラデルフィアで生まれた。ボリーはペンシルベニア大学を1825年に卒業し、その後フランスのパリへ留学した。数年後、合衆国へ帰国したボリーは実業家として成功を収め、東インド諸島との交易で大きな財を築いた。1843年にベルギー駐在の合衆国領事となった。ボリーは共和党の党員として、南北戦争で北軍を支持した。
1868年、大統領に選出されたユリシーズ・グラントは、海軍長官に友人でもあったボリーを指名した。だがボリーは着任後数ヶ月で辞任した。ボリーは事業を再開するために公職を退いたが、グラントとは親しい関係を維持した。
ボリーは多くの海軍の艦船にアメリカ先住民族の名前がつけられていることを嫌悪していた。ボリーはわずかな期間しか海軍長官を務めていなかったが、ギリシア神話やローマ神話、聖書などに登場する言葉をもとに、多くの艦船の名前を改めた（アトラス、ケンタウロス、メデューサ、ゴリアテなど）。だが改名された艦船のほぼすべてが、ボリーの後任の海軍長官ジョージ・ロブソンにより直ちに元の名前に戻された。唯一、モニター艦エイジャックスのみが改名後の名前で存続した（改名前はマナユンク）。
1880年、ボリーはペンシルベニア州フィラデルフィアで死去した。
合衆国海軍では、ボリーの功績を称えて、以下の艦船にボリーの名がつけられた。
- USS Borie (DD-215)
- USS Borie (DD-704)

## 家族
- 父親: ジョン・ジョセフ・ボリー (John Joseph Borie, 1776-1834)
- 母親: ソフィー・ボーヴォー (Sophie Beauveau, 1789-1876)
- 妻: エリザベス・ダンダス・マッキーン (Elizabeth Dundas McKean, 1809-1880)
  - 結婚: 1839年5月23日、ペンシルベニア州フィラデルフィアにて
- 子供:
  - なし

| 公職                    | 公職                                                | 公職                    |
| ----------------------- | --------------------------------------------------- | ----------------------- |
| 先代 ギデオン・ウェルズ | アメリカ合衆国海軍長官 1869年3月9日 - 1869年6月25日 | 次代 ジョージ・ロブソン |